# I. István horvát király
I. István (horvátul: Stjepan), (988 – 1058) a középkori Horvát Királyság uralkodója volt 1030-tól 1058-ig. A Trpimirović-házi Szvetoszláv Szuronja fia volt. Felesége Orseolo Joscella (Hicela) volt, II. Orseolo Péter velencei dózse lánya. Habár nem ő volt az első „István/Stjepan” a horvát uralkodók sorában (Stjepan Držislavnak is ez volt a neve, de ő csak koronázása után vette fel a „Stjepan” nevet), őt már születésekor Istvánnak keresztelték. Ezért tartják őt az „első” István horvát királynak.

## Uralkodása
I. István uralma kezdetén a horvát tengeri hatalmat akarta megerősíteni, ezért már 1032-ben Bizánc segítségére küldte flottáját az arabok ellen. A bizánci szövetség szükséges volt számára, hogy ellenállhasson a Velencei Köztársaságnak, amely meg akarta hódítani az adriai tengermelléket.
A kereskedelem is fellendült. Zára, Biograd, Knin és Spalatóban megjelent a városi arisztokrácia. Ekkortájt keletkeztek a Száva-menti városok is, mivel a lakosság északra vándorolt jobb föld után kutatva. A legnagyobb városok Zágráb és Sziszek voltak.
1050-ben I. István Bosznia és Dalmácia fölött is uralkodott, és földet adományozott Raguzának a korábbi határtól 16 km-re északra, Zatonig. Az adományba beletartozott Gruž kikötő is, mely manapság Dubrovnik kereskedelmi kikötője.
I. István 1058-ig uralkodott, majd fia, IV. Krešimir Péter követte.